# Batalla de Juncal
La batalla de Juncal fue librada por las escuadras de la Argentina, al mando del almirante Guillermo Brown, y del Imperio de Brasil, bajo el comando del capitán de fragata Sena Pereira, los días 8 y 9 de febrero de 1827, en el curso superior del Río de la Plata, que entonces se lo consideraba como parte del río Uruguay.
En las dos jornadas se enfrentaron fuerzas parejas; pero, a resultas de una superior inteligencia militar, conducción, oficialidad y entrenamiento de los artilleros, doce buques fueron apresados, tres incendiados y solo dos pudieron escapar, mientras que la flota argentina no sufrió la pérdida de ningún navío. 
La Tercera División brasileña destinada a obtener el control del río Uruguay, de manera de aislar al ejército argentino que operaba en la Banda Oriental y se proyectaba en territorio del Brasil y promover la separación de las provincias del litoral argentino, fue completamente destruida por la escuadra argentina en la que resultó la mayor victoria naval del bando republicano en la guerra del Brasil.

## El conflicto
Continuando su tradicional política de expansión hacia la cuenca del Plata, los lusobrasileños invadieron entre 1816 y 1820 la Provincia Oriental, con la excusa de combatir a las fuerzas de José Gervasio Artigas, y la incorporaron al Reino Unido de Portugal, Brasil y Algarve con el nombre de Provincia Cisplatina. Tras la Independencia de Brasil en 1822, el emperador Pedro I mantuvo la ocupación.
Si bien el gobierno de Buenos Aires sostuvo una actitud expectante ante una invasión que eliminaba un adversario aún a costa de la pérdida de una provincia, la opinión pública en todo el país exigía la ruptura con Brasil.
El 19 de abril de 1825 con el apoyo de Buenos Aires, Santa Fe y Entre Ríos, una pequeña expedición — los llamados Treinta y Tres Orientales — partió de San Isidro al mando de Juan Antonio Lavalleja y de Manuel Oribe y desembarcó en las costas orientales del río Uruguay. 

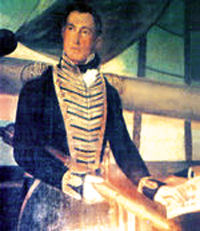
Brown (óleo de F.Goulu, 1825).

Pronto consiguieron sumar a su movimiento a la población de la campaña uruguaya, pusieron sitio a Montevideo y, reunidos en el Congreso de la Florida, solicitaron reincorporarse a las Provincias Unidas del Río de la Plata. El pedido fue aceptado por el Congreso Argentino. Ante esto, Brasil declaró la guerra, paso que dieron a su vez las Provincias Unidas el 1 de enero de 1826.
La República puso al mando del ejército a Carlos María de Alvear, mientras que encargó al almirante Guillermo Brown la conformación de una flota. Brasil contaba con el doble de efectivos, buena parte de los cuales eran mercenarios alemanes, mientras que su flota con 80 unidades — algunas de gran porte — era varias veces superior en número y potencia de fuego a la flotilla republicana. 
La escuadra brasileña estableció rápidamente un bloqueo, al que la República respondió con acciones de corso y salidas audaces de su exigua escuadra.

## Acciones previas

### La Tercera División Imperial
A comienzos del segundo año de la guerra, aprovechando su amplia superioridad numérica, las fuerzas navales del Imperio destacadas en el Río de la Plata, al mando del almirante Rodrigo Pinto Guedes, se separaron en tres divisiones:
- la Primera División, "Oriental", para asegurar la costa oriental (Uruguay) desde la desembocadura del río Uruguay hasta el océano Atlántico. El grueso de la fuerza se destinaría a la División "Mariath", al mando de Frederico Mariath, que daría apoyo a la Tercera División.
- la Segunda División, "Bloqueo", para impedir el tráfico marítimo y fluvial hacia y desde el puerto principal de Buenos Aires y los secundarios de la costa bonaerense (Las Conchas, Ensenada de Barragán y El Salado), al mando del capitán John Charles Pritz.
- la Tercera División Naval Imperial, que al mando del capitán de fragata Jacinto Roque de Sena Pereira debía internarse en el río Uruguay, para dividir el frente argentino explotando las diferencias políticas de la Provincia de Entre Ríos con Buenos Aires, exacerbadas con motivo de la aprobación de la Constitución Unitaria de 1826, controlar el río Uruguay en toda su extensión, cortar consiguientemente la línea de suministro a la fuerza expedicionaria argentina que combatía ya en territorio brasileño, y para facilitar un eventual ataque de flanco que ocupara Entre Ríos.

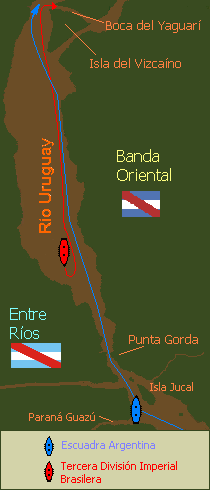
Persecución de la flota imperial.

### Primer avance argentino
Ante la amenaza, y enfrentando tres fuerzas — cada una de ellas similar o superior a la propia — Brown respondió con rapidez, organizando una escuadra con el objetivo de avanzar sobre la boca del Uruguay, buscar y aniquilar la Tercera División.
Simultáneamente, para dificultar el envío de refuerzos de la División Oriental brasileña a Sena Pereira y asegurar así sus espaldas, dispuso fortificar la isla Martín García (fue llamada “La Fortaleza de la Constitución”), mientras que para la defensa de la costa bonaerense dejó atrás a su buque insignia, el Bergantín Independencia, al Bergantín República, la Barca Congreso y cuatro cañoneras, al mando del capitán de Marina Leonardo Rosales.
Típica en Brown, la medida era audaz, dado que en teoría la escuadra enviada era, en el mejor de los casos, de similar potencia a la brasileña; mientras que, tanto la fuerza de Martín García como la de defensa de Buenos Aires, eran claramente insuficientes para sus propósitos.
El 26 de diciembre de 1826 zarpó la escuadra argentina, arribando al río Uruguay el 28 de diciembre. Encontrando una escuadrilla de la Tercera División inició la persecución, dándole alcance el día 29 en el Yaguarí. Brown envió al comandante brasileño como emisario a John Halstead Coe, capitán de la Sarandí, intimándolo a la rendición, pero Sena Pereira tomó prisionero al parlamentario; con ello dio inicio al combate, que se extendió al día 30 de diciembre. Dada la falta de viento y la estrechez del canal que impedía maniobrar adecuadamente, la acción no pasó de una escaramuza.

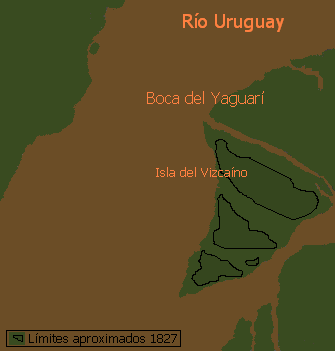
Boca del Yaguarí.

Impedido de acceder al estrecho canal, Brown se retiró al sur hacia Punta Gorda para esperar a los brasileños. Previamente desembarcó un destacamento en la isla Vizcaíno para eliminar el ganado y envió instrucciones a la milicia de Santo Domingo de Soriano para que obstaculizara el abastecimiento de los brasileros. Estos últimos se retiraron hacia el norte, hasta Concepción del Uruguay (en la época todavía se la solía llamar Arroyo de la China), donde consiguieron alimentos. 
Considerando la amenaza de la División Mariath sobre su retaguardia, Brown decidió regresar a Buenos Aires en búsqueda de refuerzos para Martín García. También encargó a Rosales regresar la Goleta Sarandí al Uruguay por el Paraná de las Palmas mientras ultimaba los preparativos, finalizados los cuales se reintegró a la flota, embarcado en una pequeña ballenera.

### Preparativos
El 6 de enero se iniciaron los trabajos de fortificación. La División Mariath inició un avance sobre la isla con la corbeta Maceió, 4 bergantines y 5 goletas. El día 18, por dos veces, Brown ordenó salirles al encuentro; tras el cañoneo, la flota brasilera se retiró.

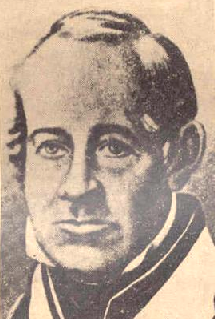
Almirante Pinto Guedes.

Brown deseaba por un lado atraer a la Tercera División al combate, pero también evitar que se uniera a la División Mariath, o que ésta atacara su retaguardia. Para lograrlo contaba con excelentes informes diarios de inteligencia, por lo que podía seguir los movimientos de la escuadra imperial e incluso influir en ellos. En efecto, el emisario enviado por Rodrigo Pinto Guedes con instrucciones para Sena Pereira había sido cooptado por patriotas en Montevideo, con lo que pasaba primero a dar novedades a Brown. Así, tuvo noticias de que Pinto Guedes comunicaba a Sena Pereira las órdenes dadas a Mariath de avanzar por el sur. Brown agregó a esas instrucciones la indicación de que la Tercera División debía bajar para el 7 de febrero y encontrarse con Mariath. Brown consideraba para esa fecha tener finalizadas las obras de fortificación y las baterías en Martín García, con lo que confiaba en mantener separado a Mariath, y por otro lado, forzar a la Tercera División a la batalla.
Los trabajos en el nuevo fuerte se aceleraron. Brown mismo trabajó de maestro albañil en la Santa Bárbara subterránea.  El día 5 de febrero, las instalaciones estuvieron listas y Brown en un acto solemne le dio el nombre previsto, "Constitución". En su discurso a la guarnición, le hizo saber que muy probablemente en dos días la Escuadra Argentina se batiría con la de Sena Pereira.
A comienzos de febrero se tuvo noticias de que la Tercera División se aprovisionaba en Arroyo de la China. El 3 de febrero había ya dejado Paysandú y el 6 de febrero se acercaban a Higuerita (actual Nueva Palmira), a donde arribó el 7. El mismo día 7, Brown trazó su plan de batalla, indicando a cada buque cual sería su objetivo. A las diez de la noche, la vanguardia argentina alcanzó la boca del río Paraná Guazú y se detuvo a esperar al resto de la flota.
| Marco de las operaciones - Estuario del Río de la Plata. - La Guerra del Brasil, en febrero de 1827. - Teatro de Operaciones, Río de la Plata. - Situación previa en el Río de la Plata. |

## La batalla

### Las fuerzas contendientes

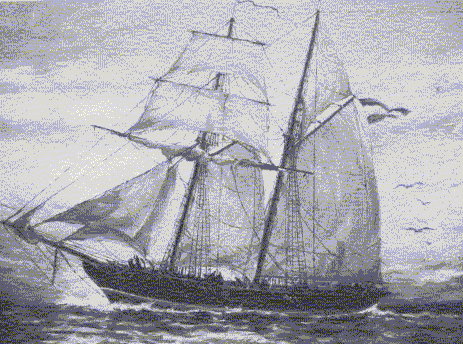
Goleta Sarandí.

La escuadra argentina contaba con quince buques, entre ellos tres buques mayores: la Goleta Sarandí, nave insignia, al mando directo de Brown, la Goleta Maldonado al mando del joven Francisco Drummond -prometido de la hija de su comandante- y el Bergantín Balcarce, con catorce cañones de a seis y ocho, al mando del capitán Francisco José Seguí. Completaban la escuadra las goletas Pepa (al mando de Calixto Silva), Guanaco (Guillermo Enrique Granville), Unión (Malcolm Shannon), la sumaca Uruguay (Guillermo Mason) y ocho cañoneras. En total, 69 cañones y una dotación de unos 750 hombres.

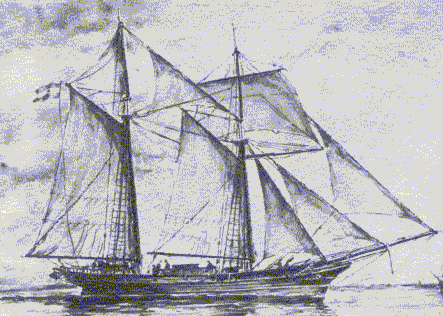
Goleta La Pepa.

La escuadra brasileña contaba con 17 naves (1 bergantín, 11 goletas y 5 cañoneras): la Goleta Oriental, nave insignia, al mando del Capitán Jacinto Roque de Sena Pereira, el Bergantín Dona Januária al mando de Pedro Antonio Carvalho, la Goleta Bertioga, comandada por el Teniente George Broom, la Liberdade do Sul al mando del teniente Augusto Venceslau da Silva Lisboa, la 12 de Outubro, la Goleta Fortuna (buque hospital), la Goleta Vitoria de Colonia, la Goleta Itapoã bajo el comando del teniente Germano Máximo de Souza Aranha, la Goleta 7 de Março, la Goleta Brocoió al mando del tte. Francisco de Paula Osório, la Goleta 9 de Janeiro, la Goleta 7 de Setembro, dos cañoneras tipo goleta ("gun schooner"), la Atrevida y la Paraty y las cañoneras Cananéia, Paranaguá e Iguapé. En total, unos 65 cañones aproximadamente y una dotación de unos 750 hombres. Por primera y única vez en la guerra, existía una relativa paridad en las fuerzas contendientes; o, al menos, la ventaja brasilera no era tan grande.

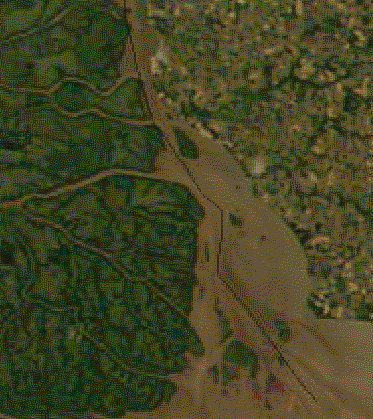
Estuario del Río Uruguay e Isla Juncal.

### Disposición de batalla
La escuadra argentina fondeó al anochecer del día 7 entre la isla Juncal y el banco oeste del río. Al amanecer del 8 de febrero de 1827 divisó las velas brasileñas dirigiéndose río abajo, aprovechando el viento suave del norte, por lo que Brown ordenó levar anclas y colocó sus barcos en línea de batalla oblicuamente al sudeste desde la isla Juncal. La goleta Sarandí formaba en centro, en vanguardia la Maldonado y en retaguardia el Bergantín Balcarce.
La flota brasileña continúo su avance hasta que, habiendo cesado el viento, fondeó a las 11:30, a 1000 yardas de la línea argentina, con su nave insignia Oriental en el centro.

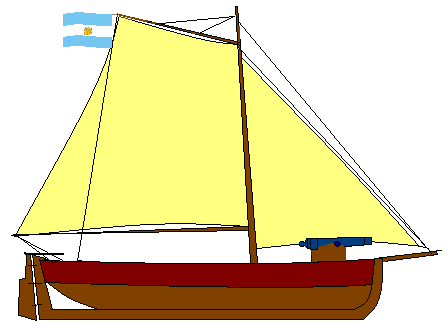
Cañonera.

### Comienzo de la acción
El clima era tormentoso, húmedo y caluroso, con vientos leves y en extremo variables en su dirección, lo que era habitual para la época del año en el litoral. 
Apenas fondeó sus naves, Sena Pereira hizo soltar un brulote hacia la flota enemiga, pero este fue hundido en pocos minutos por la artillería argentina.
Al mediodía Brown ordenó adelantar a remo a seis de sus cañoneras, las que abrieron fuego a larga distancia con sus cañones de 18 libras. Los cañones largos argentinos tenían en general mayor alcance y la precisión de sus artilleros era superior. No obstante, el intercambio duró solo un par de horas, dado que una repentina sudestada separó a los adversarios forzándolos a suspender el combate.
Los brasileños quedaron en posición dominante — a barlovento — por lo que Sena Pereira intentó ordenar a sus barcos en línea de ataque. Pero las maniobras de sus navíos fueron desastrosas: la goleta Liberdade do Sul encalló, mientras que el bergantín Dona Januária se salió de formación, desvió su rumbo y quedó al alcance del fuego simultáneo del General Balcarce, la Sarandí y tres cañoneras.

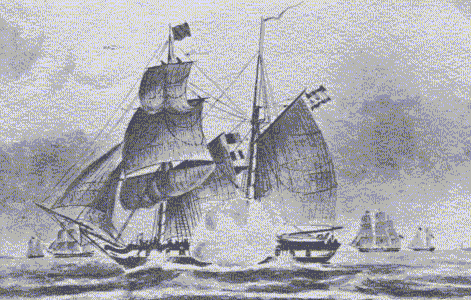
Bergantín Januaria.

A las 15:00 el viento cesó nuevamente, por lo que la acción se redujo al cañoneo de larga distancia. La visibilidad estaba reducida por el humo de los cañones, cuyo sonido era 
audible en lugares tan alejados como Buenos Aires y Colonia del Sacramento. 
Finalmente se desató la tormenta. Los barcos se esforzaron infructuosamente en mantener sus posiciones. El General Balcarce se asentó sobre sus cuadernas terminales, pero logró mantenerse a flote.
La tormenta amainó y fue reemplazada por una brisa del nordeste, lo que intentó aprovechar Sena Pereira para retirarse hacia el norte y tomar mejores posiciones.
Nuevamente la maniobra fue malograda. El 12 de Outubro solo pudo ser salvado con el auxilio de las restantes naves, mientras que la goleta hospital Fortuna no pudo fondear, derivando hacia las líneas argentinas, donde fue capturada. El teniente John Halstead Coe, prisionero a bordo desde su parlamento de diciembre de 1826, fue liberado.
Solo a medianoche el escuadrón imperial consiguió reunir a sus navíos y fondear en desordenada formación río abajo, cerca de la isla Sola.
| Juncal, 8 de febrero de 1827 - Disposición inicial, h 1130 - Situación a las 1200 - Situación a las 1500 - Reunión flota Imperial, a las 2400 |

### Segundo día
Exhaustos, los brasileños no fueron capaces de planificación alguna. Apenas amaneció, el capitán Sena Pereira se embarcó en el Oriental para definir con sus capitanes el plan de batalla: básicamente, si combatir navegando o fondeados. No hubo decisión, y Sena Pereira resolvió decidir su táctica sobre la marcha.
Por su parte, Brown estaba listo. A las 8:00, con brisa del sudeste, ordenó izar en el mástil de la Sarandí un paño de bandera rosa, señal para que la flota ocupara la posición de barlovento, virasen y avanzasen en línea contra los brasileños.

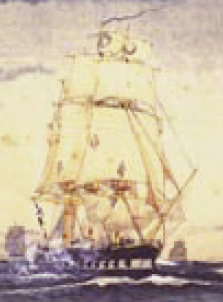
Goleta Bertioga.

Sena Pereira ordenó formar en línea y fondear. Pero, nuevamente, la respuesta fue de confusión y desorden; algunas de las cañoneras salieron de formación, derivando a sotavento. Gritando con un megáfono trató inútilmente de poner orden. Pero, ante la rápida y ordenada aproximación argentina, cambió su decisión, ordenando ahora recibir al enemigo con las velas izadas.
La Dona Januária, la Bertioga y la Oriental avanzaron con rapidez, pero terminaron con ello de romper la formación, dado que el resto de los barcos quedaron atrás y dispersos, muchos fuera de línea. Los tres barcos líderes quedaron así prontamente bajo el fuego del General Balcarce y la vanguardia argentina que llegaba cañoneando. 
Seguí, al mando del General Balcarce, se lanzó sobre la Januária y con una descarga de banda pronto consiguió destrozar su bauprés. Con la siguiente derribó el trinquete, y causó tales averías que la embarcación estuvo a punto de zozobrar. Sena Pereira ordenó a la pequeña goleta Vitoria de Colonia remolcar el bergantín, pero la goleta Uruguay tomó posición impidiéndolo.
El ataque fue tan rápido y devastador que su capitán, el teniente Pedro Antonio Carvalho, ordenó que sus cañones se concentraran en la artillería argentina y que un equipo procurara hundir el barco mientras él, con parte de la tripulación, abandonaba el navío dirigiéndose en los botes a la costa este.
Por su parte Drummond, comandante de la Maldonado, atacó a la Bertioga, al mando de un antiguo camarada de armas, el teniente George Broom. El disparo certero del cañón pesado de una cañonera argentina derribó el mástil principal del Bertioga; el cual, incapacitado para maniobrar, fue obligado a rendirse tras media hora de combate. 

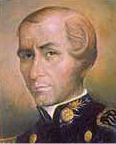
Capitán Francisco J.Seguí.

Mientras tanto, el General Balcarce de Seguí lideró un ataque combinado sobre la goleta Oriental. El fuego cruzado inutilizó los cañones, dejó la mitad de las carronadas destruidas y provocó 37 bajas, incluyendo entre los heridos al comandante Sena Pereira.
Pese a las pérdidas los brasileños no arriaron la bandera, dado que había sido clavada al mástil y, como refirió un cronista "no había a bordo hombre sano que subiera a desclavarla. Estaban contusos, heridos y muertos sus tripulantes, siendo de los primeros el jefe y muertos cuatro timoneles". Finalmente la nave insignia fue abordada y el capitán Francisco Seguí aceptó del comandante brasileño su espada en señal de rendición.
Decidida la jornada a favor de los republicanos, las goletas y cañoneras imperiales sobrevivientes cesaron el fuego y huyeron.
| Juncal, 9 de febrero de 1827 - Movimiento inicial, h 0800 - El combate. - Dispersión de la flota Imperial. |

Brown traspasó el comando al General Balcarce y ordenó a la Sarandí y a las cañoneras continuar la persecución. Abordando la rendida nave capitana, al recibir la espada del comandante brasileño insistió en obsequiarla a Francisco José Seguí con las palabras "Usted es el héroe".
Brown se retiró con cuatro de las presas hacia Martín García para repararlas, escribir su parte y prepararse para un eventual intento de la División Auxiliar de Mariath, estacionada al sur de la isla, de forzar el paso al norte.

### Martín García

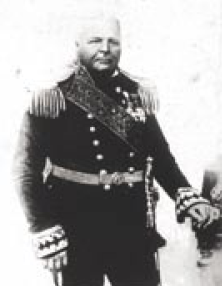
Mariath, en 1839.

Efectivamente, las órdenes del capitán Mariath, al frente de un escuadrón de diez barcos, consistían en superar Martín García, tomar la retaguardia de la escuadra argentina y reforzar a la Tercera División de ser preciso.
No obstante, aún mientras ya se oía de tronar de los cañones en la lejanía, la aproximación era en demasía lenta y cautelosa. Mariath envió en vanguardia una goleta para verificar las aguas del Canal del Infierno, del lado este de la isla.
Dado que sus cañones pesados, 9 piezas fijas de 24, estaban situados del lado oeste frente al Gran Canal, la guarnición argentina desplazó al este las baterías móviles consistentes de 2 cañones de a 12 y un lanzador de Cohetes a la Congreve para cubrir un posible desembarco.
No obstante, no tuvieron necesidad de combatir: la goleta brasileña encalló y fue imposible reflotarla, por lo que Mariath descartó definitivamente el canal interno como vía de avance. En vez de revertir sobre el canal oeste, o intentar forzar nuevamente el paso por el Canal del Infierno, que su piloto juzgaba posible, el comandante brasileño inició un duelo de artillería con las baterías de Martín García, hasta que la tormenta le obligó a suspender la intrascendente acción. 
Mariath consideraba que las aguas poco profundas, el tiempo inestable y las baterías de Martín García hacían muy riesgoso el pasaje por la isla. Así, al día siguiente, en la jornada del día 9, mientras la Tercera División era aniquilada, la División Auxiliar permanecía a la distancia como mera espectadora. El 10 de febrero decidió finalmente retirarse en dirección a Colonia del Sacramento, a donde arribaría recién una semana después.
La primera noticia de la derrota la llevaron, en la madrugada del 12 de febrero, ocho sobrevivientes del Oriental. Al mediodía llegó para confirmarla el bote del teniente Carvalho. El 14 arribó el Dona Paula, escoltando a la goleta Vitoria de Colonia y a una cañonera, los únicos barcos brasileños sobrevivientes.

### La persecución
El día siguiente de la jornada fue capturada la goleta Brocoio, mientras que, poco después, dos cañoneras — la Paraty y la Iguapé — encallaron en su huida por la boca del Paraná y fueron también capturadas.
De la Tercera División solo quedaban en operación, huyendo al norte aguas arriba del Uruguay, las goletas Liberdade do Sul, Itapoã, 7 de Março, 9 de Janeiro y  7 de Setembro, las cañoneras Cananéia y Paranaguá, un lanchón de 12 remos y dos lanchas más pequeñas. Había tomado el mando el teniente Germano de Souza Aranha, comandante de la goleta Itapoã. En la retirada, la Liberdade do Sul, la Itapoã y la 7 de Março, dañadas por el combate, fueron encalladas en un paraje llamado San Salvador e incendiadas. Los buques sobrevivientes siguieron hacia el norte, conduciendo hacinados en las pequeñas embarcaciones a 351 sobrevivientes, entre oficiales y tripulantes, con la intención de rendirse a las autoridades de la Provincia de Entre Ríos.
Finalizada rápidamente la reorganización de sus fuerzas y desaparecida la amenaza de la División Mariath, ya el 14 de febrero Brown volvió al río Uruguay en la Maldonado y, con otros seis buques, salió en persecución de los sobrevivientes de Juncal. Al arribar el 15 a Fray Bentos, Brown recibió la novedad de que Souza Aranha, tras arrojar sus cañones por la borda, había rendido sus barcos al gobernador de Entre Ríos. El almirante fondeó frente a Gualeguaychú y solicitó la entrega de las naves y los prisioneros. Las autoridades entrerrianas resistieron la entrega, considerando que debía primar la capitulación efectuada ante la provincia. Brown rechazó de plano esa exigencia y montó una operación combinada por tierra y agua que le permitió capturar las embarcaciones refugiadas.
| Navíos de la Tercera División | Navíos de la Tercera División | Navíos de la Tercera División |
| ----------------------------- | ----------------------------- | ----------------------------- |
| Goleta Oriental               | Capturada                     | 29 de Diciembre               |
| Goleta Bertioga               | Capturada                     | 9 de Febrero                  |
| Bergantín Dona Januária       | Capturado                     | 8 de Febrero                  |
| Goleta Brocoió                | Capturada (Paraná)            | 30 de Julio                   |
| Cañonera Paraty               | Capturada (Paraná)            | Cañonera N° 13                |
| Cañonera Iguapé               | Capturada (Paraná)            | Cañonera N° 4                 |
| Goleta 12 de Outubro          | Capturada (Entre Ríos)        | Goleta 18 de Enero            |
| Goleta 9 de Janeiro           | Capturada (Entre Ríos)        | 11 de Junio                   |
| Goleta 7 de Setembro          | Capturada (Entre Ríos)        | 25 de Febrero                 |
| Cañonera Cananéia             | Capturada (Entre Ríos)        | Cañonera N° 7                 |
| Cañonera Paranaguá            | Capturada (Entre Ríos)        | Cañonera N° 6                 |
| Goleta Libertade do Sul       | Incendiada                    | -                             |
| Goleta Itapoã                 | Incendiada                    | -                             |
| Goleta 7 de Março             | Incendiada                    | -                             |
| Goleta Fortuna                | Capturada                     | Liberada                      |
| Goleta Vitoria de Colonia     | Sobreviviente                 | -                             |
| Cañonera Atrevida             | Sobreviviente                 | -                             |

## Consecuencias

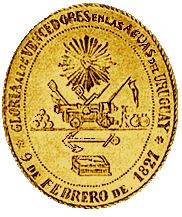
Medalla a los vencedores de Juncal.

Con doce buques apresados, tres incendiados y solo dos que pudieron escapar, la batalla implicó una considerable pérdida para los brasileños y representó el mayor triunfo de la escuadra argentina.
En el escenario general de la guerra, frustró el intento de cortar las líneas de la fuerza expedicionaria y de liberar el río Uruguay para una ofensiva sobre el litoral argentino, que posiblemente hubiera puesto fin a la Confederación misma o, al menos, hubiera producido la escisión de sus provincias litorales.
En Buenos Aires, Brown fue recibido con fogatas y orquestas. Se había convertido en el hombre más popular de la República.
Sena Pereira quedó prisionero de Brown. Este reconoció su valentía y lo recomendó a su gobierno, "por su bravura e intrépida defensa, que lo presentan como un compañero de armas". No obstante, Sena Pereira se fugó, faltando a la palabra empeñada. A principios de 1829, sería uno de los que entregaran la plaza de Montevideo a los orientales.
La victoria naval republicana en Juncal fue seguida rápidamente por la terrestre del 20 de febrero de 1827 en Ituzaingó
y la del 28 de febrero de 1827 en la Batalla de Carmen de Patagones. A partir de ese momento, la situación del conflicto llegó a un punto muerto: el Imperio había sido vencido militarmente en varios frentes, pero las Provincias Unidas aún no lograrán controlar Montevideo y Colonia, las dos mayores ciudades de la Banda Oriental, que aún estaban bajo el control de Brasil. Con la batalla de Monte Santiago, Brasil logró imponer supremacía naval: tras Monte Santiago ya no se podría combatir más en "línea de fila", ya no sería posible enfrentar abiertamente a unidades enemigas de mediano o mayor poder. La flota argentina quedó reducida a unas pocas goletas y cañoneras que solo alcanzaban para defender el puerto, hostigar los avances imperiales sobre el puerto del Salado al sur y por el norte dar apoyo de convoy a los transportes de refuerzos y abastecimientos al frente oriental. El embajador británico en Río de Janeiro, Sir Robert Gordon, escribiría a lord Ponsonby: "Los recursos de este Imperio parecen inmensos y creyendo como yo que Brown -grande como es- no puede con sus goletas aniquilar a la armada brasileña, simplemente tendrá Ud. al bloqueo restablecido con mayor vigor". Así, la lucha en alta mar quedaría reducida por el resto de la contienda a los esfuerzos de los corsarios. 
Como el historiador militar británico Brian Vale dijo, " [...] Juncal había hecho poco para empujar el Imperio en la dirección de la paz. Ahora en Monte Santiago, dos de los bergantines de guerra preciosos de la Argentina habían sido destruidos y el mejor de su Armada rotundamente derrotado. La abrumadora superioridad de la Marina brasileña en el mar se afirmó de una manera que ni la audacia de William Brown o las fragatas recién compradas de Ramsay en serio podrían desafiar  ".
Esta situación conduciría finalmente a la firma de la Convención Preliminar de Paz, por la que la Provincia Oriental —  se independizó como el Estado Oriental del Uruguay.
Una calle de Montevideo y otras en Buenos Aires y Lomas de Zamora recuerdan la batalla.
La medalla otorgada a los vencedores es motivo central del escudo municipal del Partido de Almirante Brown en la Provincia de Buenos Aires .